# بهمني (تشارك)
بهمني (بالفارسية: بهمنی) هي قرية تقع في إيران في بلدة شيبكوه. يقدر عدد سكانها بـ 94 نسمة .